# Caden Sterns
Caden Sterns (Dallas, 2 novembre 1999) è un giocatore di football americano statunitense che milita nel ruolo di safety per i Denver Broncos della National Football League (NFL).

## Carriera

### Denver Broncos
Sterns al college giocò a football a  Texas. Fu scelto nel corso del quinto giro (152º assoluto) nel Draft NFL 2021 dai Denver Broncos. Nella settimana 3 mise a segno il primo intercetto in carriera ai danni di Zach Wilson dei New York Jets. La sua stagione da rookie si concluse con 28 tackle, 2 sack e 2 intercetti in 15 presenze, 2 delle quali come titolare.